# Communauté de communes du pays de Muzillac
La communauté de communes du pays de Muzillac est une ancienne communauté de communes française, située dans le département du Morbihan, en région Bretagne.

## Composition
La communauté de communes du pays de Muzillac comprenait les huit communes suivantes :
| Nom              | Code Insee | Gentilé     | Superficie (km2) | Population (dernière pop. légale) | Densité (hab./km2) |
| ---------------- | ---------- | ----------- | ---------------- | --------------------------------- | ------------------ |
| Muzillac (siège) | 56143      | Muzillacais | 39,50            | 4 944 (2014)                      | 125                |
| Ambon            | 56002      | Ambonnais   | 38,04            | 1 809 (2014)                      | 48                 |
| Arzal            | 56004      | Arzalais    | 23,44            | 1 568 (2014)                      | 67                 |
| Billiers         | 56018      | Billiotins  | 5,87             | 919 (2014)                        | 157                |
| Damgan           | 56052      | Damganais   | 10,16            | 1 679 (2014)                      | 165                |
| Le Guerno        | 56077      | Guernotais  | 9,75             | 925 (2014)                        | 95                 |
| Noyal-Muzillac   | 56149      | Muzalais    | 48,89            | 2 530 (2014)                      | 52                 |
| Péaule           | 56153      | Péaulais    | 39,25            | 2 581 (2014)                      | 66                 |

## Histoire
Cet EPCI est créé par arrêté préfectoral du 1er décembre 1994. Il est alors composé par 5 communes : Arzal, Billiers, Le Guerno, Muzillac et Noyal-Muzillac. Elles seront rejointes par les communes d'Ambon en 2002, et par celles de Damgan et Péaule en 2007.

### Fusion
La communauté de communes du pays de Muzillac a fusionné avec la communauté de communes du pays de La Roche-Bernard le 1er janvier 2011 pour former la communauté de communes Arc Sud Bretagne.

## Administration
Le premier président de la communauté de communes est Michel Guegan. Son mandat dure un peu plus de 3 ans, jusqu'en 1998, date à laquelle il démissionne pour raisons de santé. C'est alors Paul Laudrain qui le remplace, jusqu'aux élections suivantes, en 2001. André Pajolec est alors désigné président de l'intercommunalité. Il le restera jusqu'à sa disparition.
| Période | Période | Identité      | Étiquette | Qualité                 |
| ------- | ------- | ------------- | --------- | ----------------------- |
| 1995    | 1998    | Michel Guegan |           | Conseiller général      |
| 1998    | 2001    | Paul Laudrain |           | Maire de Noyal-Muzillac |
| 2001    | 2010    | André Pajolec |           | Maire d'Arzal           |